# Young Lay
Young Lay, pseudonimo di Lathan Williams (Vallejo, 1975), è un rapper statunitense.
È un rapper della Bay Area di San Francisco. Ha lavorato con molti artisti come Tupac Shakur e Mac Dre, ed è diventato di recente padre di Le-Zhan Williams, un ragazzo cresciuto dai suoi sequestratori dopo che uccisero sua madre e incendiarono la loro casa.

## Carriera
Lathan Williams inizia la sua carriera a Vallejo, California e crebbe prendendo parte nella scena rap della Bay Area attorno alla radio KMEL e incontrando, tra gli altri, molti artisti come Tupac Shakur, Mac Dre, E-40.
Il suo primo cd risale al 1996, intitolato Black 'N Dangerous. Una delle canzoni in esso, All About my Fetti divenne una hit internazionale.
A causa di una serie di tragedie personali Young Lay registrò un solo album dopo il primo, ovvero Unsolved Mysteries, dedicato al suo figlio scomparso Le-Zhan Williams e alla deceduta madre del figlio.

## Tragedia, violenza e guai legali
Parecchi mesi prima la pubblicazione del primo cd Williams fu colpito alla testa mentre era in auto da un proiettile. Restò in coma in ospedale per alcuni giorni, ma miracolosamente sopravvisse. Molti additarono la causa della sparatoria in gelosie tra rivali, ma il killer non fu mai trovato.
Poi, solo un po' di settimane dopo la pubblicazione dell'album, la ragazza di Williams, Daphne Boyden, fu uccisa nella sua casa, poi incendiata, e il figlio avuto con Lathan, Le-Zhan, fu sequestrato. Alcuni testimoni giurarono che due giovani donne avevano lasciato la casa con un piccolo fagotto in mano. Il bimbo aveva solo 25 giorni di vita. La polizia non riuscì a trovare i colpevoli o il bimbo.
Non molto dopo la morte della Boyden, Williams fu pugnalato da un assalitore. Anche stavolta rimase illeso.
Il rapper pubblicò il suo secondo album, Unsolved Mysteries, come tributo per la moglie e per spargere la voce del sequestro del figlioletto.
Straordinariamente, sei anni dopo, Le-Zhan Williams fu trovato il 6 dicembre 2002, ancora in vita, a sole due miglia da dove era stato rapito. Egli fu cresciuto dalla sequestratrice, Latasha Brown, come suo figlio naturale. La madre di Latasha, Dolores, l'aiutò a nascondere il bimbo; la cugina di Latasha, Ocianetta Williams (non imparentata con Lathan) l'aveva aiutata nel sequestro. Brown sta ora scontando una condanna di 37 anni per il sequestro, Ocianetta Williams sconta 13 anni di carcere e Dolores Brown ne scontò uno soltanto.
Latasha avrebbe apparentemente ucciso la Boyden per la gelosia che lei avesse avuto un figlio con Lathan Williams, che era stato in rapporti con lei prima della Boyden.
Lathan Williams non venne a conoscenza del ritrovamento del figlio: nel 1999 fu processato e condannato per rapina a mano armata e gli furono comminati 12 anni di prigione da scontare nel carcere di Susanville. Nel 2010 è terminato il suo periodo di detenzione.

## Discografia
- 1996: Black 'N Dangerous
- 1998: Unsolved Mysteries
- 2004: Lifeline OST